# Osiek (stad)
Osiek is een stad in het Poolse woiwodschap Święty Krzyż, gelegen in de powiat Staszowski. De oppervlakte bedraagt 17,44 km², het inwonertal 1931 (2005).
Osiek is onderdeel van gemeente Osiek.

## Verkeer en vervoer
- Station Osiek Staszowski